# Islandske verber
De islandske verbers grammatiske opførsel beskrives kort i det følgende.
Som en almindelig regel skal det straks nævnes, at infinitiven ender på -a undtagen hvor et -á kommer foran i hvilket tilfælde a-et forsvinder, f.eks. slá (slå). Desuden har man de følgende undtagelser: Munu, skulu (begge to ville, skulle udelukkende benyttet som hjælpeverber), þvo (vaske) og det danske låneord ske.
Der findes to participier, præsens og præteritum. Endelsen i præsens er -andi og er i hovedsagen ubøjelig. Undtagelsesvis kan den dog bøjes som svage adjektiver for stilistiske formål. Datidens participium er meget mere kompliceret, men følger dog hovedsageligt adjektiverne i sin bøjning, om end med talrige (og almindelige) undtagelser.
Præsens og præteritum er de eneste simple (usammensatte) tempora på islandsk. Hvad de andre angår, så benyttes der hjælpeverber, og resultatet kan forskelligt blive opfattet som tempus eller aspekt, ligesom på dansk.
Af personlige måder har man indikativ, konjunktiv og imperativ.
Der er tre former, aktiv, passiv og mediopassiv. Den sidste er dog en ret kompliceret sag, eftersom man for visse verbers vedkommende kan opfatte den som en særlig form, mens betydningsændringen i andre tilfælde er så stor, at man må opfatte mediopassiven som et særligt verbum. Passiven dannes med hjælpeverbet vera, mens mediopassiven har sin egen bøjning. Hvad den angår skal det nævnes (se mediopassiv), at den opstod ved en sammentrækning af verbet og det refleksive pronomen sik (som det lød på oldislandsk) og senere ændredes endelsen -sk til -st. Som eksemler kan anføres kalla (kalde) vs. kallast (á) (enten bliver kaldt eller hvis man bruger præpositionen á, de kalder til hinanden (over en længere strækning)), her er betydningen altså enten passiv eller en helt anden, eller drepa (dræbe) vs. drepast (krepere, altså foragteligt), igen en helt anden betydning. (Hvis man vil sige, at en tager sit liv, benytter man det refleksive stedord, hann drap sig, (han begik selvmord.))
Som et første eksempel anføres det nok vigtigste verbum i de sprog, hvor det forefindes, að vera (at være). Infinitivtegnet að viser sit slægtskab med dansk tydeligt nok, og her er dansk forresten mere konservativt end islandsk, idet den oldnordiske form var at. For en nærmere klassificering bør det nævnes, at vera hører til den 5. klasse af stærke verber, men hører dog til undtagelserne i den klasse.
|                   | Infinitiv: vera (være) | Infinitiv: vera (være) | Infinitiv: vera (være) | Infinitiv: vera (være) | Infinitiv: vera (være) | Infinitiv: vera (være) | Infinitiv: vera (være) | Infinitiv: vera (være) |
| Indikativ præsens | Indikativ præsens      | Konjunktiv præsens     | Konjunktiv præsens     | Indikativ præteritum   | Indikativ præteritum   | Konjuntiv præteritum   | Konjuntiv præteritum   |                        |
| Singularis        | Pluralis               | Singularis             | Pluralis               | Singularis             | Pluralis               | Singularis             | Pluralis               |                        |
| ----------------- | ---------------------- | ---------------------- | ---------------------- | ---------------------- | ---------------------- | ---------------------- | ---------------------- | ---------------------- |
| 1. person         | er                     | erum                   | sé                     | séum                   | var                    | vorum                  | væri                   | værum                  |
| 2. person         | ert                    | eruð                   | sért                   | séuð                   | varst                  | voruð                  | værir                  | væruð                  |
| 3. person         | er                     | eru                    | sé                     | séu                    | var                    | voru                   | væri                   | væru                   |

Imperativen er ver (Sg.), verið (Pl.). Den findes kun i den 2. person, som for andre verber (men se dog optativen nedenfor) og bruges for det meste i singularis i en sammentrukket form med stedordet , dvs. vertu (< ver þú, på dansk vær du). I pluralis har man også en sådan sammentrækning, men den bliver dog, mærkværdigvis, ikke godkendt som ophøjet litteratur. Vertu kan forekomme i alle sammenhæng, genparten i pluralis, veriði (<verið þið), er godt og lødigt talt islandsk, men næppe skrevet, i det mindste er det meget uhøjtideligt på papir. Denne regel gælder i øvrigt for alle verber.
Verbet vera udmærker sig også ved at være det eneste islandske verbum, der har to konjunktiver. I singularis går den anden i tur og orden veri – verir – veri. I pluralis er det verum – verið – veri. Denne form benyttes udelukkende som en optativ, dvs. et udtryk for et ønske eller en forbandelse: Veri ég bölvaður betyder være jeg forbandet (i og for sig et eksempel for en dansk konjunktiv – se kontrasten jeg er, jeg være). Fari hann og veri betyder må han gå og aldrig komme igen. Som et eksempel i flertal kan man nævne Verum nú dugleg (Lad os nu være flittige).
Det er nok på sin plads at gengive det andet hovedhjælpeverbum på dette sted, hafa (have), som ellers klassificeres som et uregelmæssigt verbum tilhørende den 4. svage klasse.
|                   | Infinitiv: hafa (have) | Infinitiv: hafa (have) | Infinitiv: hafa (have) | Infinitiv: hafa (have) | Infinitiv: hafa (have) | Infinitiv: hafa (have) | Infinitiv: hafa (have) | Infinitiv: hafa (have) |
| Indikativ præsens | Indikativ præsens      | Konjunktiv præsens     | Konjunktiv præsens     | Indikativ præteritum   | Indikativ præteritum   | Konjuntiv præteritum   | Konjuntiv præteritum   |                        |
| Singularis        | Pluralis               | Singularis             | Pluralis               | Singularis             | Pluralis               | Singularis             | Pluralis               |                        |
| ----------------- | ---------------------- | ---------------------- | ---------------------- | ---------------------- | ---------------------- | ---------------------- | ---------------------- | ---------------------- |
| 1. person         | hef, hefi              | höfum                  | hafi                   | höfum                  | hafði                  | höfðum                 | hefði                  | hefðum                 |
| 2. person         | hefur, hefir           | hafið                  | hafir                  | hafið                  | hafðir                 | höfðuð                 | hefðir                 | hefðuð                 |
| 3. person         | hefur, hefir           | hafa                   | hafi                   | hafi                   | hafðir                 | höfðu                  | hefði                  | hefðu                  |

Formerne i entallets indikativ er ligeberettigede, men de første er gængse.
Imperativ: Haf (hafðu), hafið.
Participium præsens: Hafandi.
Participium præteritum:
| Participium præteritum: hafður (haft) | Participium præteritum: hafður (haft) | Participium præteritum: hafður (haft) | Participium præteritum: hafður (haft) | Participium præteritum: hafður (haft) | Participium præteritum: hafður (haft) | Participium præteritum: hafður (haft) |
|                                       | Singularis                            | Singularis                            | Singularis                            | Pluralis                              | Pluralis                              | Pluralis                              |
|                                       | Maskulinum                            | Femininum                             | Neutrum                               | Maskulinum                            | Femininum                             | Neutrum                               |
| ------------------------------------- | ------------------------------------- | ------------------------------------- | ------------------------------------- | ------------------------------------- | ------------------------------------- | ------------------------------------- |
| nominativ                             | hafður                                | höfð                                  | haft                                  | hafðir                                | hafðar                                | höfð                                  |
| akkusativ                             | hafðan                                | hafða                                 | haft                                  | hafða                                 | hafðar                                | höfð                                  |
| dativ                                 | höfðum                                | hafðri                                | höfðu                                 | höfðum                                | höfðum                                | höfðum                                |
| genitiv                               | hafðs                                 | hafðrar                               | hafðs                                 | hafðra                                | hafðra                                | hafðra                                |

## Svage verber

### Første klasse
Den første klasse indeholder de fleste verber på islandsk, idet den er den eneste klasse, som er helt åben, dvs. nydannelser hører for det meste hertil. Der gives to eksempler, begge klassiske, elska (elske) og kalla (kalde), det senere eksempel med u-omlyd i visse former, det første uden.
|                   | Infinitiv: elska (elske) | Infinitiv: elska (elske) | Infinitiv: elska (elske) | Infinitiv: elska (elske) | Infinitiv: elska (elske) | Infinitiv: elska (elske) | Infinitiv: elska (elske) | Infinitiv: elska (elske) |
| Indikativ præsens | Indikativ præsens        | Konjunktiv præsens       | Konjunktiv præsens       | Indikativ præteritum     | Indikativ præteritum     | Konjuntiv præteritum     | Konjuntiv præteritum     |                          |
| Singularis        | Pluralis                 | Singularis               | Pluralis                 | Singularis               | Pluralis                 | Singularis               | Pluralis                 |                          |
| ----------------- | ------------------------ | ------------------------ | ------------------------ | ------------------------ | ------------------------ | ------------------------ | ------------------------ | ------------------------ |
| 1. person         | elska                    | elskum                   | elski                    | elskum                   | elskaði                  | elskuðum                 | elskaði                  | elskuðum                 |
| 2. person         | elskar                   | elskið                   | elskir                   | elskið                   | elskaðir                 | elskuðuð                 | elskaðir                 | elskuðuð                 |
| 3. person         | elskar                   | elska                    | elski                    | elski                    | elskaði                  | elskuðu                  | elskaði                  | elskuðu                  |

|                   | Infinitiv: kalla (kalde) | Infinitiv: kalla (kalde) | Infinitiv: kalla (kalde) | Infinitiv: kalla (kalde) | Infinitiv: kalla (kalde) | Infinitiv: kalla (kalde) | Infinitiv: kalla (kalde) | Infinitiv: kalla (kalde) |
| Indikativ præsens | Indikativ præsens        | Konjunktiv præsens       | Konjunktiv præsens       | Indikativ præteritum     | Indikativ præteritum     | Konjuntiv præteritum     | Konjuntiv præteritum     |                          |
| Singularis        | Pluralis                 | Singularis               | Pluralis                 | Singularis               | Pluralis                 | Singularis               | Pluralis                 |                          |
| ----------------- | ------------------------ | ------------------------ | ------------------------ | ------------------------ | ------------------------ | ------------------------ | ------------------------ | ------------------------ |
| 1. person         | kalla                    | köllum                   | kalli                    | köllum                   | kallaði                  | kölluðum                 | kallaði                  | kölluðum                 |
| 2. person         | kallar                   | kallið                   | kallir                   | kallið                   | kallaðir                 | kölluðuð                 | kallaðir                 | kölluðuð                 |
| 3. person         | kallar                   | kalla                    | kalli                    | kalli                    | kallaði                  | kölluðu                  | kallaði                  | kölluðu                  |

Man bemærker to ting med det samme. For det første er indikativ og konjunktiv den samme i datidens pluralis. Det er dog logisk at anføre begge i tabellerne, da man vil se forskel på disse to måder i andre klasser, i de tilfælde hvor konjunktiven undergår i-omlyd. For det andet ser man, at a>ö hvor bøjningsendelsen begynder på u (u-omlyd).
Imperativerne er elska, elskið og kalla, kallið, i singularis oftest i den sammentrukne form, dvs. elskaðu, kallaðu.
Participium præsens: Elskandi, kallandi.
Participium præteritum: Elskaður, kallaður. Bøjningen følger.
| Participium præteritum: elskaður (elsket) | Participium præteritum: elskaður (elsket) | Participium præteritum: elskaður (elsket) | Participium præteritum: elskaður (elsket) | Participium præteritum: elskaður (elsket) | Participium præteritum: elskaður (elsket) | Participium præteritum: elskaður (elsket) |
|                                           | Singularis                                | Singularis                                | Singularis                                | Pluralis                                  | Pluralis                                  | Pluralis                                  |
|                                           | Maskulinum                                | Femininum                                 | Neutrum                                   | Maskulinum                                | Femininum                                 | Neutrum                                   |
| ----------------------------------------- | ----------------------------------------- | ----------------------------------------- | ----------------------------------------- | ----------------------------------------- | ----------------------------------------- | ----------------------------------------- |
| nominativ                                 | elskaður                                  | elskuð                                    | elskað                                    | elskaðir                                  | elskaðar                                  | elskuð                                    |
| akkusativ                                 | elskaðan                                  | elskaða                                   | elskað                                    | elskaða                                   | elskaðar                                  | elskuð                                    |
| dativ                                     | elskuðum                                  | elskaðri                                  | elskuðu                                   | elskuðum                                  | elskuðum                                  | elskuðum                                  |
| genitiv                                   | elskaðs                                   | elskaðrar                                 | elskaðs                                   | elskaðra                                  | elskaðra                                  | elskaðra                                  |

| Participium præteritum: kallaður (kaldet) | Participium præteritum: kallaður (kaldet) | Participium præteritum: kallaður (kaldet) | Participium præteritum: kallaður (kaldet) | Participium præteritum: kallaður (kaldet) | Participium præteritum: kallaður (kaldet) | Participium præteritum: kallaður (kaldet) |
|                                           | Singularis                                | Singularis                                | Singularis                                | Pluralis                                  | Pluralis                                  | Pluralis                                  |
|                                           | Maskulinum                                | Femininum                                 | Neutrum                                   | Maskulinum                                | Femininum                                 | Neutrum                                   |
| ----------------------------------------- | ----------------------------------------- | ----------------------------------------- | ----------------------------------------- | ----------------------------------------- | ----------------------------------------- | ----------------------------------------- |
| nominativ                                 | kallaður                                  | kölluð                                    | kallað                                    | kallaðir                                  | kallaðar                                  | kölluð                                    |
| akkusativ                                 | kallaðan                                  | kallaða                                   | kallað                                    | kallaða                                   | kallaðar                                  | kölluð                                    |
| dativ                                     | kölluðum                                  | kallaðri                                  | kölluðu                                   | kölluðum                                  | kölluðum                                  | kölluðum                                  |
| genitiv                                   | kallaðs                                   | kallaðrar                                 | kallaðs                                   | kallaðra                                  | kallaðra                                  | kallaðra                                  |

Den første klasse besværes ikke af nævneværdige uregelmæssigheder.

### Anden klasse
De svage verbers 2. klasse kendetegnes af i-omlyd i præsens. Desuden bøjes participium præteritum blandet, da man har en blanding af de stærke verbers -inn og de svage verbers dentaler i visse former. Infinitiven ender altid på -ja, men det er ikke et utvetydigt kendetegn; en hel masse andre verber fra andre klasser ender også på -ja i infinitiven. Man ser disse verber undertiden klassificerede som stærke eller uregelmæssige, især i engelsksproglige grammatikker, men det er ikke tilfældet. Men klassen er så godt som lukket, da nydannelser sjældent eller aldrig tilhører den. Til klassen hører anslåelsesvis ca. 100 verber, men mange af dem hører til gengæld til sprogets almindeligeste, og der findes flere underklasser, undtagelser og dobbeltformer. Brun Kress gengiver fem bøjningsmønstre, men som eksemler anføres der nu telja (tælle) og hrynja (styrte sammen).
|                   | Infinitiv: telja (tælle) | Infinitiv: telja (tælle) | Infinitiv: telja (tælle) | Infinitiv: telja (tælle) | Infinitiv: telja (tælle) | Infinitiv: telja (tælle) | Infinitiv: telja (tælle) | Infinitiv: telja (tælle) |
| Indikativ præsens | Indikativ præsens        | Konjunktiv præsens       | Konjunktiv præsens       | Indikativ præteritum     | Indikativ præteritum     | Konjuntiv præteritum     | Konjuntiv præteritum     |                          |
| Singularis        | Pluralis                 | Singularis               | Pluralis                 | Singularis               | Pluralis                 | Singularis               | Pluralis                 |                          |
| ----------------- | ------------------------ | ------------------------ | ------------------------ | ------------------------ | ------------------------ | ------------------------ | ------------------------ | ------------------------ |
| 1. person         | tel                      | teljum                   | telji                    | teljum                   | taldi                    | töldum                   | teldi                    | teldum                   |
| 2. person         | telur                    | teljið                   | teljir                   | teljið                   | taldir                   | tölduð                   | teldir                   | telduð                   |
| 3. person         | telur                    | telja                    | telji                    | telji                    | taldi                    | töldu                    | teldi                    | teldu                    |

|                   | Infinitiv: hrynja (styrte sammen) | Infinitiv: hrynja (styrte sammen) | Infinitiv: hrynja (styrte sammen) | Infinitiv: hrynja (styrte sammen) | Infinitiv: hrynja (styrte sammen) | Infinitiv: hrynja (styrte sammen) | Infinitiv: hrynja (styrte sammen) | Infinitiv: hrynja (styrte sammen) |
| Indikativ præsens | Indikativ præsens                 | Konjunktiv præsens                | Konjunktiv præsens                | Indikativ præteritum              | Indikativ præteritum              | Konjuntiv præteritum              | Konjuntiv præteritum              |                                   |
| Singularis        | Pluralis                          | Singularis                        | Pluralis                          | Singularis                        | Pluralis                          | Singularis                        | Pluralis                          |                                   |
| ----------------- | --------------------------------- | --------------------------------- | --------------------------------- | --------------------------------- | --------------------------------- | --------------------------------- | --------------------------------- | --------------------------------- |
| 1. person         | hryn                              | hrynjum                           | hrynji                            | hrynjum                           | hrundi                            | hrundum                           | hryndi                            | hryndum                           |
| 2. person         | hrynur                            | hrynjið                           | hrynjir                           | hrynjið                           | hrundir                           | hrunduð                           | hryndir                           | hrynduð                           |
| 3. person         | hrynur                            | hrynja                            | hrynji                            | hrynji                            | hrundi                            | hrundu                            | hryndi                            | hryndu                            |

Imperativerne: Tel (teldu), teljið, hryn, (hryndu), hrynjið.
Participium præsens: Teljandi, hrynjandi.
Participium præteritum: Talinn, hruninn.
| Participium præteritum: talinn (talt) | Participium præteritum: talinn (talt) | Participium præteritum: talinn (talt) | Participium præteritum: talinn (talt) | Participium præteritum: talinn (talt) | Participium præteritum: talinn (talt) | Participium præteritum: talinn (talt) |
|                                       | Singularis                            | Singularis                            | Singularis                            | Pluralis                              | Pluralis                              | Pluralis                              |
|                                       | Maskulinum                            | Femininum                             | Neutrum                               | Maskulinum                            | Femininum                             | Neutrum                               |
| ------------------------------------- | ------------------------------------- | ------------------------------------- | ------------------------------------- | ------------------------------------- | ------------------------------------- | ------------------------------------- |
| nominativ                             | talinn                                | talin                                 | talið                                 | taldir                                | taldar                                | talin                                 |
| akkusativ                             | talinn                                | talda                                 | talið                                 | talda                                 | taldar                                | talin                                 |
| dativ                                 | töldum                                | talinni                               | töldu                                 | töldum                                | töldum                                | töldum                                |
| genitiv                               | talins                                | talinnar                              | talins                                | talinna                               | talinna                               | talinna                               |

| Participium præteritum: hruninn (styrtet om) | Participium præteritum: hruninn (styrtet om) | Participium præteritum: hruninn (styrtet om) | Participium præteritum: hruninn (styrtet om) | Participium præteritum: hruninn (styrtet om) | Participium præteritum: hruninn (styrtet om) | Participium præteritum: hruninn (styrtet om) |
|                                              | Singularis                                   | Singularis                                   | Singularis                                   | Pluralis                                     | Pluralis                                     | Pluralis                                     |
|                                              | Maskulinum                                   | Femininum                                    | Neutrum                                      | Maskulinum                                   | Femininum                                    | Neutrum                                      |
| -------------------------------------------- | -------------------------------------------- | -------------------------------------------- | -------------------------------------------- | -------------------------------------------- | -------------------------------------------- | -------------------------------------------- |
| nominativ                                    | hruninn                                      | hrunin                                       | hrunið                                       | hrundir                                      | hrundar                                      | hrunin                                       |
| akkusativ                                    | hruninn                                      | hrunda                                       | hrunið                                       | hrunda                                       | hrundar                                      | hrunin                                       |
| dativ                                        | hrundum                                      | hruninni                                     | hrundu                                       | hrundum                                      | hrundum                                      | hrundum                                      |
| genitiv                                      | hrunins                                      | hruninnar                                    | hrunins                                      | hruninna                                     | hruninna                                     | hruninna                                     |

### Tredje klasse
|                   | Infinitiv: dæma (dømme) | Infinitiv: dæma (dømme) | Infinitiv: dæma (dømme) | Infinitiv: dæma (dømme) | Infinitiv: dæma (dømme) | Infinitiv: dæma (dømme) | Infinitiv: dæma (dømme) | Infinitiv: dæma (dømme) |
| Indikativ præsens | Indikativ præsens       | Konjunktiv præsens      | Konjunktiv præsens      | Indikativ præteritum    | Indikativ præteritum    | Konjuntiv præteritum    | Konjuntiv præteritum    |                         |
| Singularis        | Pluralis                | Singularis              | Pluralis                | Singularis              | Pluralis                | Singularis              | Pluralis                |                         |
| ----------------- | ----------------------- | ----------------------- | ----------------------- | ----------------------- | ----------------------- | ----------------------- | ----------------------- | ----------------------- |
| 1. person         | dæmi                    | dæmum                   | dæmi                    | dæmum                   | dæmdi                   | dæmdum                  | dæmdi                   | dæmdum                  |
| 2. person         | dæmir                   | dæmið                   | dæmir                   | dæmið                   | dæmdir                  | dæmduð                  | dæmdir                  | dæmduð                  |
| 3. person         | dæmir                   | dæma                    | dæmi                    | dæmi                    | dæmdi                   | dæmdu                   | dæmdi                   | dæmdu                   |

Imperativ: Dæm (dæmdu), dæmið.
Participium præsens: Dæmandi.
Participium præteritum:
| Participium præteritum: dæmdur (dømt) | Participium præteritum: dæmdur (dømt) | Participium præteritum: dæmdur (dømt) | Participium præteritum: dæmdur (dømt) | Participium præteritum: dæmdur (dømt) | Participium præteritum: dæmdur (dømt) | Participium præteritum: dæmdur (dømt) |
|                                       | Singularis                            | Singularis                            | Singularis                            | Pluralis                              | Pluralis                              | Pluralis                              |
|                                       | Maskulinum                            | Femininum                             | Neutrum                               | Maskulinum                            | Femininum                             | Neutrum                               |
| ------------------------------------- | ------------------------------------- | ------------------------------------- | ------------------------------------- | ------------------------------------- | ------------------------------------- | ------------------------------------- |
| nominativ                             | dæmdur                                | dæmd                                  | dæmt                                  | dæmdir                                | dæmdar                                | dæmd                                  |
| akkusativ                             | dæmdan                                | dæmda                                 | dæmt                                  | dæmda                                 | dæmdar                                | dæmd                                  |
| dativ                                 | dæmdum                                | dæmdri                                | dæmdu                                 | dæmdum                                | dæmdum                                | dæmdum                                |
| genitiv                               | dæmds                                 | dæmdrar                               | dæmds                                 | dæmdra                                | dæmdra                                | dæmdra                                |

| Verber der er uregelmæssige på forskellige måder - Kaupa (købe), - slökkva (slukke), - sækja (hente), - þykja (blive anset for, synes et eller andet om et eller andet) - yrkja (digte). |

### Fjerde klasse
|                   | Infinitiv: duga (due) | Infinitiv: duga (due) | Infinitiv: duga (due) | Infinitiv: duga (due) | Infinitiv: duga (due) | Infinitiv: duga (due) | Infinitiv: duga (due) | Infinitiv: duga (due) |
| Indikativ præsens | Indikativ præsens     | Konjunktiv præsens    | Konjunktiv præsens    | Indikativ præteritum  | Indikativ præteritum  | Konjuntiv præteritum  | Konjuntiv præteritum  |                       |
| Singularis        | Pluralis              | Singularis            | Pluralis              | Singularis            | Pluralis              | Singularis            | Pluralis              |                       |
| ----------------- | --------------------- | --------------------- | --------------------- | --------------------- | --------------------- | --------------------- | --------------------- | --------------------- |
| 1. person         | dugi                  | dugum                 | dugi                  | dugum                 | dugði                 | dugðum                | dygði                 | dygðum                |
| 2. person         | dugir                 | dugið                 | dugir                 | dugið                 | dugðir                | dugðuð                | dygðir                | dygðuð                |
| 3. person         | dugir                 | duga                  | dugi                  | dugi                  | dugði                 | dugðu                 | dygði                 | dygðu                 |

Imperativ: Dug (dugðu), dugið.
Participium præsens: Dugandi.
Participium præteritum bruges kun i sammensatte tider: Ég hef dugað (jeg har duet).
Historisk bemærkning.
Verber tilhørende den 3. og 4. klasse behandles undertiden som én klasse, da endelserne altid er de samme. Men historisk set er de to klasser og det kan være nyttigt at beholde denne opdeling, idet verberne i den tredje klasse allerede har gennemgået en omlyd, som viser sig i hele konjugationen, mens verberne i den fjerde klasse ikke har det og undertiden viser omlyd hvis stammen tillader det. De to eksempler her ovenfor viser dette klart.

## Regulære stærke verber og reduplikationsverber
De stærke verber og reduplikationsverberne behandles normalt under ét. Der findes omtrent 150-200 af dem afhængigt af, hvor mange overvejende svage, men nok som stærke anerkendte verber man har på listen. En fuldstændig liste med litterært tilladte, men næppe omgangssproglige former, indeholder godt 200 verber. Dvs. der findes mange verber med dobbelt bøjning og også en mængde, der litterært undertiden bruges stærkt, men i det talte sprog svagt. Klassificeringen af de stærke verber foregår normalt efter graden af aflyd. Af disse findes der seks (for verberne, en syvende i sproget ellers), og reduplikationsverberne bliver normalt behandlet som en syvende klasse, indeholdende forholdsvis få verber, men netop i den klasse findes der en mængde undtagelser og særpræg. For en bedre forståelse af det hele må man henvise til de germanske sprogs ældre stadier, som f.eks. gotisk eller urnordisk.

### Første klasse
Aflydsrækken í – ei – i – i.
|                   | Infinitiv: bíta (bide) | Infinitiv: bíta (bide) | Infinitiv: bíta (bide) | Infinitiv: bíta (bide) | Infinitiv: bíta (bide) | Infinitiv: bíta (bide) | Infinitiv: bíta (bide) | Infinitiv: bíta (bide) |
| Indikativ præsens | Indikativ præsens      | Konjunktiv præsens     | Konjunktiv præsens     | Indikativ præteritum   | Indikativ præteritum   | Konjuntiv præteritum   | Konjuntiv præteritum   |                        |
| Singularis        | Pluralis               | Singularis             | Pluralis               | Singularis             | Pluralis               | Singularis             | Pluralis               |                        |
| ----------------- | ---------------------- | ---------------------- | ---------------------- | ---------------------- | ---------------------- | ---------------------- | ---------------------- | ---------------------- |
| 1. person         | bít                    | bítum                  | bíti                   | bítum                  | beit                   | bitum                  | biti                   | bitum                  |
| 2. person         | bítur                  | bítið                  | bítir                  | bítið                  | beist                  | bituð                  | bitir                  | bituð                  |
| 3. person         | bítur                  | bíta                   | bíti                   | bíti                   | beit                   | bitu                   | biti                   | bitu                   |

Imperativ: Bít (bíttu), bítið.
Participium præsens: Bítandi.
Participium præteritum: Bitinn.
| Participium præteritum: bitinn (bidt) | Participium præteritum: bitinn (bidt) | Participium præteritum: bitinn (bidt) | Participium præteritum: bitinn (bidt) | Participium præteritum: bitinn (bidt) | Participium præteritum: bitinn (bidt) | Participium præteritum: bitinn (bidt) |
|                                       | Singularis                            | Singularis                            | Singularis                            | Pluralis                              | Pluralis                              | Pluralis                              |
|                                       | Maskulinum                            | Femininum                             | Neutrum                               | Maskulinum                            | Femininum                             | Neutrum                               |
| ------------------------------------- | ------------------------------------- | ------------------------------------- | ------------------------------------- | ------------------------------------- | ------------------------------------- | ------------------------------------- |
| nominativ                             | bitinn                                | bitin                                 | bitið                                 | bitnir                                | bitnar                                | bitin                                 |
| akkusativ                             | bitinn                                | bitna                                 | bitið                                 | bitna                                 | bitnar                                | bitin                                 |
| dativ                                 | bitnum                                | bitinni                               | bitnu                                 | bitnum                                | bitnum                                | bitnum                                |
| genitiv                               | bitins                                | bitinnar                              | bitins                                | bitinna                               | bitinna                               | bitinna                               |

### Anden klasse
Aflydsrækken jú, jó, ú – au – u – o.
|                   | Infinitiv: krjúpa (knæle) | Infinitiv: krjúpa (knæle) | Infinitiv: krjúpa (knæle) | Infinitiv: krjúpa (knæle) | Infinitiv: krjúpa (knæle) | Infinitiv: krjúpa (knæle) | Infinitiv: krjúpa (knæle) | Infinitiv: krjúpa (knæle) |
| Indikativ præsens | Indikativ præsens         | Konjunktiv præsens        | Konjunktiv præsens        | Indikativ præteritum      | Indikativ præteritum      | Konjuntiv præteritum      | Konjuntiv præteritum      |                           |
| Singularis        | Pluralis                  | Singularis                | Pluralis                  | Singularis                | Pluralis                  | Singularis                | Pluralis                  |                           |
| ----------------- | ------------------------- | ------------------------- | ------------------------- | ------------------------- | ------------------------- | ------------------------- | ------------------------- | ------------------------- |
| 1. person         | krýp                      | krjúpum                   | krjúpi                    | krjúpum                   | kraup                     | krupum                    | krypi                     | krypum                    |
| 2. person         | krýpur                    | krjúpið                   | krjúpir                   | krjúpið                   | kraupst                   | krupuð                    | krypir                    | krypuð                    |
| 3. person         | krýpur                    | krjúpa                    | krjúpi                    | krjúpi                    | kraup                     | krupu                     | krypi                     | krypu                     |

Imperativ: Krjúp (krjúptu), krjúpið.
Participium præsens: Krjúpandi.
Participium præteritum: Kropinn.
| Participium præteritum: kropinn (knælet) | Participium præteritum: kropinn (knælet) | Participium præteritum: kropinn (knælet) | Participium præteritum: kropinn (knælet) | Participium præteritum: kropinn (knælet) | Participium præteritum: kropinn (knælet) | Participium præteritum: kropinn (knælet) |
|                                          | Singularis                               | Singularis                               | Singularis                               | Pluralis                                 | Pluralis                                 | Pluralis                                 |
|                                          | Maskulinum                               | Femininum                                | Neutrum                                  | Maskulinum                               | Femininum                                | Neutrum                                  |
| ---------------------------------------- | ---------------------------------------- | ---------------------------------------- | ---------------------------------------- | ---------------------------------------- | ---------------------------------------- | ---------------------------------------- |
| nominativ                                | kropinn                                  | kropin                                   | kropið                                   | kropnir                                  | kropnar                                  | kropin                                   |
| akkusativ                                | kropinn                                  | kropna                                   | kropið                                   | kropna                                   | kropnar                                  | kropin                                   |
| dativ                                    | kropnum                                  | kropinni                                 | kropnu                                   | kropnum                                  | kropnum                                  | kropnum                                  |
| genitiv                                  | kropins                                  | kropinnar                                | kropins                                  | kropinna                                 | kropinna                                 | kropinna                                 |

O-et i participen er resultatet af A-omlyd, u > o.

### Tredje klasse
Den kanoniske aflydsrække er
e – a – u – o,
men der findes mange undtagelser. Som et første eksempel har vi bresta (briste).
|                   | Infinitiv: bresta (briste) | Infinitiv: bresta (briste) | Infinitiv: bresta (briste) | Infinitiv: bresta (briste) | Infinitiv: bresta (briste) | Infinitiv: bresta (briste) | Infinitiv: bresta (briste) | Infinitiv: bresta (briste) |
| Indikativ præsens | Indikativ præsens          | Konjunktiv præsens         | Konjunktiv præsens         | Indikativ præteritum       | Indikativ præteritum       | Konjuntiv præteritum       | Konjuntiv præteritum       |                            |
| Singularis        | Pluralis                   | Singularis                 | Pluralis                   | Singularis                 | Pluralis                   | Singularis                 | Pluralis                   |                            |
| ----------------- | -------------------------- | -------------------------- | -------------------------- | -------------------------- | -------------------------- | -------------------------- | -------------------------- | -------------------------- |
| 1. person         | brest                      | brestum                    | bresti                     | brestum                    | brast                      | brustum                    | brysti                     | brystum                    |
| 2. person         | brestur                    | brestið                    | brestir                    | brestið                    | brast                      | brustuð                    | brystir                    | brystuð                    |
| 3. person         | brestur                    | bresta                     | bresti                     | bresti                     | brast                      | brustu                     | brysti                     | brystu                     |

Imperativ: Brest (brestu), brestið.
Participium præsens: Brestandi.
Participium præteritum: Brostinn.
| Participium præteritum: brostinn (bristet) | Participium præteritum: brostinn (bristet) | Participium præteritum: brostinn (bristet) | Participium præteritum: brostinn (bristet) | Participium præteritum: brostinn (bristet) | Participium præteritum: brostinn (bristet) | Participium præteritum: brostinn (bristet) |
|                                            | Singularis                                 | Singularis                                 | Singularis                                 | Pluralis                                   | Pluralis                                   | Pluralis                                   |
|                                            | Maskulinum                                 | Femininum                                  | Neutrum                                    | Maskulinum                                 | Femininum                                  | Neutrum                                    |
| ------------------------------------------ | ------------------------------------------ | ------------------------------------------ | ------------------------------------------ | ------------------------------------------ | ------------------------------------------ | ------------------------------------------ |
| nominativ                                  | brostinn                                   | brostin                                    | brostið                                    | brostnir                                   | brostnar                                   | brostin                                    |
| akkusativ                                  | brostinn                                   | brostna                                    | brostið                                    | brostna                                    | brostnar                                   | brostin                                    |
| dativ                                      | brostnum                                   | brostinni                                  | brostnu                                    | brostnum                                   | brostnum                                   | brostnum                                   |
| genitiv                                    | brostins                                   | brostinnar                                 | brostins                                   | brostinna                                  | brostinna                                  | brostinna                                  |

### Fjerde klasse
Aflydsrækken e – a – á – o.
Vi tager eksemplet skera (skære).
|                   | Infinitiv: skera (skære) | Infinitiv: skera (skære) | Infinitiv: skera (skære) | Infinitiv: skera (skære) | Infinitiv: skera (skære) | Infinitiv: skera (skære) | Infinitiv: skera (skære) | Infinitiv: skera (skære) |
| Indikativ præsens | Indikativ præsens        | Konjunktiv præsens       | Konjunktiv præsens       | Indikativ præteritum     | Indikativ præteritum     | Konjuntiv præteritum     | Konjuntiv præteritum     |                          |
| Singularis        | Pluralis                 | Singularis               | Pluralis                 | Singularis               | Pluralis                 | Singularis               | Pluralis                 |                          |
| ----------------- | ------------------------ | ------------------------ | ------------------------ | ------------------------ | ------------------------ | ------------------------ | ------------------------ | ------------------------ |
| 1. person         | sker                     | skerum                   | skeri                    | skerum                   | skar                     | skárum                   | skæri                    | skærum                   |
| 2. person         | skerð                    | skerið                   | skerir                   | skerið                   | skarst                   | skáruð                   | skærir                   | skæruð                   |
| 3. person         | sker                     | skera                    | skeri                    | skeri                    | skar                     | skáru                    | skæri                    | skæru                    |

Imperativ: Sker (skerðu), skerið.
Participium præsens: Skerandi.
Participium præteritum: Skorinn.
| Participium præteritum: skorinn (skåret) | Participium præteritum: skorinn (skåret) | Participium præteritum: skorinn (skåret) | Participium præteritum: skorinn (skåret) | Participium præteritum: skorinn (skåret) | Participium præteritum: skorinn (skåret) | Participium præteritum: skorinn (skåret) |
|                                          | Singularis                               | Singularis                               | Singularis                               | Pluralis                                 | Pluralis                                 | Pluralis                                 |
|                                          | Maskulinum                               | Femininum                                | Neutrum                                  | Maskulinum                               | Femininum                                | Neutrum                                  |
| ---------------------------------------- | ---------------------------------------- | ---------------------------------------- | ---------------------------------------- | ---------------------------------------- | ---------------------------------------- | ---------------------------------------- |
| nominativ                                | skorinn                                  | skorin                                   | skorið                                   | skornir                                  | skornar                                  | skorin                                   |
| akkusativ                                | skorinn                                  | skorna                                   | skorið                                   | skorna                                   | skornar                                  | skorin                                   |
| dativ                                    | skornum                                  | skorinni                                 | skornu                                   | skornum                                  | skornum                                  | skornum                                  |
| genitiv                                  | skorins                                  | skorinnar                                | skorins                                  | skorinna                                 | skorinna                                 | skorinna                                 |

### Femte klasse
Aflydsrækken e – a – á – e.
Et eksempel er lesa (læse).
|                   | Infinitiv: lesa (læse) | Infinitiv: lesa (læse) | Infinitiv: lesa (læse) | Infinitiv: lesa (læse) | Infinitiv: lesa (læse) | Infinitiv: lesa (læse) | Infinitiv: lesa (læse) | Infinitiv: lesa (læse) |
| Indikativ præsens | Indikativ præsens      | Konjunktiv præsens     | Konjunktiv præsens     | Indikativ præteritum   | Indikativ præteritum   | Konjuntiv præteritum   | Konjuntiv præteritum   |                        |
| Singularis        | Pluralis               | Singularis             | Pluralis               | Singularis             | Pluralis               | Singularis             | Pluralis               |                        |
| ----------------- | ---------------------- | ---------------------- | ---------------------- | ---------------------- | ---------------------- | ---------------------- | ---------------------- | ---------------------- |
| 1. person         | les                    | lesum                  | lesi                   | lesum                  | las                    | lásum                  | læsi                   | læsum                  |
| 2. person         | lest                   | lesið                  | lesir                  | lesið                  | last                   | lásuð                  | læsir                  | læsuð                  |
| 3. person         | les                    | lesa                   | lesi                   | lesi                   | las                    | lásu                   | læsi                   | læsu                   |

Imperativ: Les (lestu), lesið.
Participium præsens: Lesandi.
Participium præteritum: Lesinn.
| Participium præteritum: lesinn (læst) | Participium præteritum: lesinn (læst) | Participium præteritum: lesinn (læst) | Participium præteritum: lesinn (læst) | Participium præteritum: lesinn (læst) | Participium præteritum: lesinn (læst) | Participium præteritum: lesinn (læst) |
|                                       | Singularis                            | Singularis                            | Singularis                            | Pluralis                              | Pluralis                              | Pluralis                              |
|                                       | Maskulinum                            | Femininum                             | Neutrum                               | Maskulinum                            | Femininum                             | Neutrum                               |
| ------------------------------------- | ------------------------------------- | ------------------------------------- | ------------------------------------- | ------------------------------------- | ------------------------------------- | ------------------------------------- |
| nominativ                             | lesinn                                | lesin                                 | lesið                                 | lesnir                                | lesnar                                | lesin                                 |
| akkusativ                             | lesinn                                | lesna                                 | lesið                                 | lesna                                 | lesnar                                | lesin                                 |
| dativ                                 | lesnum                                | lesinni                               | lesnu                                 | lesnum                                | lesnum                                | lesnum                                |
| genitiv                               | lesins                                | lesinnar                              | lesins                                | lesinna                               | lesinna                               | lesinna                               |

### Sjette klasse
Aflydsrækken a – ó – ó – a.
Et eksempel er fara (gå væk)
|                   | Infinitiv: fara (gå væk) | Infinitiv: fara (gå væk) | Infinitiv: fara (gå væk) | Infinitiv: fara (gå væk) | Infinitiv: fara (gå væk) | Infinitiv: fara (gå væk) | Infinitiv: fara (gå væk) | Infinitiv: fara (gå væk) |
| Indikativ præsens | Indikativ præsens        | Konjunktiv præsens       | Konjunktiv præsens       | Indikativ præteritum     | Indikativ præteritum     | Konjuntiv præteritum     | Konjuntiv præteritum     |                          |
| Singularis        | Pluralis                 | Singularis               | Pluralis                 | Singularis               | Pluralis                 | Singularis               | Pluralis                 |                          |
| ----------------- | ------------------------ | ------------------------ | ------------------------ | ------------------------ | ------------------------ | ------------------------ | ------------------------ | ------------------------ |
| 1. person         | fer                      | förum                    | fari                     | förum                    | fór                      | fórum                    | færi                     | færum                    |
| 2. person         | ferð                     | farið                    | farir                    | farið                    | fórst                    | fóruð                    | færir                    | færuð                    |
| 3. person         | fer                      | fara                     | fari                     | fari                     | fór                      | fóru                     | færi                     | færu                     |

Imperativ: Far (farðu), farið.
Participium præsens: Farandi.
Participium præteritum: Farinn.
| Participium præteritum: farinn (gået væk) | Participium præteritum: farinn (gået væk) | Participium præteritum: farinn (gået væk) | Participium præteritum: farinn (gået væk) | Participium præteritum: farinn (gået væk) | Participium præteritum: farinn (gået væk) | Participium præteritum: farinn (gået væk) |
|                                           | Singularis                                | Singularis                                | Singularis                                | Pluralis                                  | Pluralis                                  | Pluralis                                  |
|                                           | Maskulinum                                | Femininum                                 | Neutrum                                   | Maskulinum                                | Femininum                                 | Neutrum                                   |
| ----------------------------------------- | ----------------------------------------- | ----------------------------------------- | ----------------------------------------- | ----------------------------------------- | ----------------------------------------- | ----------------------------------------- |
| nominativ                                 | farinn                                    | farin                                     | farið                                     | farnir                                    | farnar                                    | farin                                     |
| akkusativ                                 | farinn                                    | farna                                     | farið                                     | farna                                     | farnar                                    | farin                                     |
| dativ                                     | förnum                                    | farinni                                   | förnu                                     | förnum                                    | förnum                                    | förnum                                    |
| genitiv                                   | farins                                    | farinnar                                  | farins                                    | farinna                                   | farinna                                   | farinna                                   |

### Reduplikationsverber
Halldór Halldórsson regner med fem klasser, hvoraf den ene er ri-verberne. For de første fire gengives hans eksempler.
1. Heita (hedde)
|                   | Infinitiv: heita (hedde) | Infinitiv: heita (hedde) | Infinitiv: heita (hedde) | Infinitiv: heita (hedde) | Infinitiv: heita (hedde) | Infinitiv: heita (hedde) | Infinitiv: heita (hedde) | Infinitiv: heita (hedde) |
| Indikativ præsens | Indikativ præsens        | Konjunktiv præsens       | Konjunktiv præsens       | Indikativ præteritum     | Indikativ præteritum     | Konjuntiv præteritum     | Konjuntiv præteritum     |                          |
| Singularis        | Pluralis                 | Singularis               | Pluralis                 | Singularis               | Pluralis                 | Singularis               | Pluralis                 |                          |
| ----------------- | ------------------------ | ------------------------ | ------------------------ | ------------------------ | ------------------------ | ------------------------ | ------------------------ | ------------------------ |
| 1. person         | heiti                    | heitum                   | heiti                    | heitum                   | hét                      | hétum                    | héti                     | hétum                    |
| 2. person         | heitir                   | heitið                   | heitir                   | heitið                   | hést                     | hétuð                    | hétir                    | hétuð                    |
| 3. person         | heitir                   | heita                    | heiti                    | heiti                    | hét                      | hétu                     | héti                     | hétu                     |

Imperativ: Heit (heittu), heitið.
Participium præsens: Heitandi.
Participium præteritum: Heitinn
| Participium præteritum: heitinn (har været kaldt, død) | Participium præteritum: heitinn (har været kaldt, død) | Participium præteritum: heitinn (har været kaldt, død) | Participium præteritum: heitinn (har været kaldt, død) | Participium præteritum: heitinn (har været kaldt, død) | Participium præteritum: heitinn (har været kaldt, død) | Participium præteritum: heitinn (har været kaldt, død) |
|                                                        | Singularis                                             | Singularis                                             | Singularis                                             | Pluralis                                               | Pluralis                                               | Pluralis                                               |
|                                                        | Maskulinum                                             | Femininum                                              | Neutrum                                                | Maskulinum                                             | Femininum                                              | Neutrum                                                |
| ------------------------------------------------------ | ------------------------------------------------------ | ------------------------------------------------------ | ------------------------------------------------------ | ------------------------------------------------------ | ------------------------------------------------------ | ------------------------------------------------------ |
| nominativ                                              | heitinn                                                | heitin                                                 | heitið                                                 | heitnir                                                | heitnar                                                | heitin                                                 |
| akkusativ                                              | heitinn                                                | heitna                                                 | heitið                                                 | heitna                                                 | heitnar                                                | heitin                                                 |
| dativ                                                  | heitnum                                                | heitinni                                               | heitnu                                                 | heitnum                                                | heitnum                                                | heitnum                                                |
| genitiv                                                | heitins                                                | heitinnar                                              | heitins                                                | heitinna                                               | heitinna                                               | heitinna                                               |

2. Auka (forøge)
|                   | Infinitiv: auka (forøge) | Infinitiv: auka (forøge) | Infinitiv: auka (forøge) | Infinitiv: auka (forøge) | Infinitiv: auka (forøge) | Infinitiv: auka (forøge) | Infinitiv: auka (forøge) | Infinitiv: auka (forøge) |
| Indikativ præsens | Indikativ præsens        | Konjunktiv præsens       | Konjunktiv præsens       | Indikativ præteritum     | Indikativ præteritum     | Konjuntiv præteritum     | Konjuntiv præteritum     |                          |
| Singularis        | Pluralis                 | Singularis               | Pluralis                 | Singularis               | Pluralis                 | Singularis               | Pluralis                 |                          |
| ----------------- | ------------------------ | ------------------------ | ------------------------ | ------------------------ | ------------------------ | ------------------------ | ------------------------ | ------------------------ |
| 1. person         | eyk                      | aukum                    | auki                     | aukum                    | jók                      | jukum                    | jyki                     | jykum                    |
| 2. person         | eykur                    | aukið                    | aukir                    | aukið                    | jókst                    | jukuð                    | jykir                    | jykuð                    |
| 3. person         | eykur                    | auka                     | auki                     | auki                     | jók                      | juku                     | jyki                     | jyku                     |

Imperativ: Auk (auktu), aukið.
Participium præsens: Aukandi.
Participium præteritum: Aukinn
| Participium præteritum: aukinn (forøget) | Participium præteritum: aukinn (forøget) | Participium præteritum: aukinn (forøget) | Participium præteritum: aukinn (forøget) | Participium præteritum: aukinn (forøget) | Participium præteritum: aukinn (forøget) | Participium præteritum: aukinn (forøget) |
|                                          | Singularis                               | Singularis                               | Singularis                               | Pluralis                                 | Pluralis                                 | Pluralis                                 |
|                                          | Maskulinum                               | Femininum                                | Neutrum                                  | Maskulinum                               | Femininum                                | Neutrum                                  |
| ---------------------------------------- | ---------------------------------------- | ---------------------------------------- | ---------------------------------------- | ---------------------------------------- | ---------------------------------------- | ---------------------------------------- |
| nominativ                                | aukinn                                   | aukin                                    | aukið                                    | auknir                                   | auknar                                   | aukin                                    |
| akkusativ                                | aukinn                                   | aukna                                    | aukið                                    | aukna                                    | auknar                                   | aukin                                    |
| dativ                                    | auknum                                   | aukinni                                  | auknu                                    | auknum                                   | auknum                                   | auknum                                   |
| genitiv                                  | aukins                                   | aukinnar                                 | aukins                                   | aukinna                                  | aukinna                                  | aukinna                                  |

3. Ganga (gå)
|                   | Infinitiv: ganga (gå) | Infinitiv: ganga (gå) | Infinitiv: ganga (gå) | Infinitiv: ganga (gå) | Infinitiv: ganga (gå) | Infinitiv: ganga (gå) | Infinitiv: ganga (gå) | Infinitiv: ganga (gå) |
| Indikativ præsens | Indikativ præsens     | Konjunktiv præsens    | Konjunktiv præsens    | Indikativ præteritum  | Indikativ præteritum  | Konjuntiv præteritum  | Konjuntiv præteritum  |                       |
| Singularis        | Pluralis              | Singularis            | Pluralis              | Singularis            | Pluralis              | Singularis            | Pluralis              |                       |
| ----------------- | --------------------- | --------------------- | --------------------- | --------------------- | --------------------- | --------------------- | --------------------- | --------------------- |
| 1. person         | geng                  | göngum                | gangi                 | göngum                | gekk                  | gengum                | gengi                 | gengjum               |
| 2. person         | gengur                | gangið                | gangir                | gangið                | gekkst                | genguð                | gengir                | gengjuð               |
| 3. person         | gengur                | ganga                 | gangi                 | gangi                 | gekk                  | gengu                 | gengi                 | gengju                |

Imperativ: Gakk (gakktu), gangið.
Participium præsens: Gangandi.
Participium præteritum: Genginn
| Participium præteritum: genginn (gået) | Participium præteritum: genginn (gået) | Participium præteritum: genginn (gået) | Participium præteritum: genginn (gået) | Participium præteritum: genginn (gået) | Participium præteritum: genginn (gået) | Participium præteritum: genginn (gået) |
|                                        | Singularis                             | Singularis                             | Singularis                             | Pluralis                               | Pluralis                               | Pluralis                               |
|                                        | Maskulinum                             | Femininum                              | Neutrum                                | Maskulinum                             | Femininum                              | Neutrum                                |
| -------------------------------------- | -------------------------------------- | -------------------------------------- | -------------------------------------- | -------------------------------------- | -------------------------------------- | -------------------------------------- |
| nominativ                              | genginn                                | gengin                                 | gengið                                 | gengnir                                | gengnar                                | gengin                                 |
| akkusativ                              | genginn                                | gengna                                 | gengið                                 | gengna                                 | gengnar                                | gengin                                 |
| dativ                                  | gengnum                                | genginni                               | gengnu                                 | gengnum                                | gengnum                                | gengnum                                |
| genitiv                                | gengins                                | genginnar                              | gengins                                | genginna                               | genginna                               | genginna                               |

De andre verber som hører denne klasse til i nutidssproget er fá (få), falla (falde), halda (holde) og hanga (hænge). Hanga bruges kun intransitivt, dvs. noget hænger (allerede). Hvis man skal hænge en eller anden har man verbet hengja, som bøjes svagt og tilhører den tredje klasse. Disse verber har alle sine særprægetheder, så vi lader konjugationen følge for dem alle.
|                   | Infinitiv: fá (få) | Infinitiv: fá (få) | Infinitiv: fá (få) | Infinitiv: fá (få)   | Infinitiv: fá (få)   | Infinitiv: fá (få)   | Infinitiv: fá (få)   | Infinitiv: fá (få) |
| Indikativ præsens | Indikativ præsens  | Konjunktiv præsens | Konjunktiv præsens | Indikativ præteritum | Indikativ præteritum | Konjuntiv præteritum | Konjuntiv præteritum |                    |
| Singularis        | Pluralis           | Singularis         | Pluralis           | Singularis           | Pluralis             | Singularis           | Pluralis             |                    |
| ----------------- | ------------------ | ------------------ | ------------------ | -------------------- | -------------------- | -------------------- | -------------------- | ------------------ |
| 1. person         | fæ                 | fáum               | fái                | fáum                 | fékk                 | fengum               | fengi                | fengjum            |
| 2. person         | færð               | fáið               | fáir               | fáið                 | fékkst               | fenguð               | fengir               | fengjuð            |
| 3. person         | fær                | fá                 | fái                | fái                  | fékk                 | fengu                | fengi                | fengju             |

Imperativ: Fá (fáðu), fáið.
Participium præsens eksisterer næppe.
Participium præteritum: Fenginn
| Participium præteritum: fenginn (fået) | Participium præteritum: fenginn (fået) | Participium præteritum: fenginn (fået) | Participium præteritum: fenginn (fået) | Participium præteritum: fenginn (fået) | Participium præteritum: fenginn (fået) | Participium præteritum: fenginn (fået) |
|                                        | Singularis                             | Singularis                             | Singularis                             | Pluralis                               | Pluralis                               | Pluralis                               |
|                                        | Maskulinum                             | Femininum                              | Neutrum                                | Maskulinum                             | Femininum                              | Neutrum                                |
| -------------------------------------- | -------------------------------------- | -------------------------------------- | -------------------------------------- | -------------------------------------- | -------------------------------------- | -------------------------------------- |
| nominativ                              | fenginn                                | fengin                                 | fengið                                 | fengnir                                | fengnar                                | fengin                                 |
| akkusativ                              | fenginn                                | fengna                                 | fengið                                 | fengna                                 | fengnar                                | fengin                                 |
| dativ                                  | fengnum                                | fenginni                               | fengnu                                 | fengnum                                | fengnum                                | fengnum                                |
| genitiv                                | fengins                                | fenginnar                              | fengins                                | fenginna                               | fenginna                               | fenginna                               |

|                   | Infinitiv: falla (falde) | Infinitiv: falla (falde) | Infinitiv: falla (falde) | Infinitiv: falla (falde) | Infinitiv: falla (falde) | Infinitiv: falla (falde) | Infinitiv: falla (falde) | Infinitiv: falla (falde) |
| Indikativ præsens | Indikativ præsens        | Konjunktiv præsens       | Konjunktiv præsens       | Indikativ præteritum     | Indikativ præteritum     | Konjuntiv præteritum     | Konjuntiv præteritum     |                          |
| Singularis        | Pluralis                 | Singularis               | Pluralis                 | Singularis               | Pluralis                 | Singularis               | Pluralis                 |                          |
| ----------------- | ------------------------ | ------------------------ | ------------------------ | ------------------------ | ------------------------ | ------------------------ | ------------------------ | ------------------------ |
| 1. person         | fell                     | föllum                   | falli                    | föllum                   | féll                     | féllum                   | félli                    | féllum                   |
| 2. person         | fellur                   | fallið                   | fallir                   | fallið                   | féllst                   | félluð                   | féllir                   | félluð                   |
| 3. person         | fellur                   | falla                    | falli                    | falli                    | féll                     | féllu                    | félli                    | féllu                    |

Imperativ: Fá (fáðu), fáið.
Participium præsens: Fallandi.
Participium præteritum: Fallinn
| Participium præteritum: fallinn (faldet) | Participium præteritum: fallinn (faldet) | Participium præteritum: fallinn (faldet) | Participium præteritum: fallinn (faldet) | Participium præteritum: fallinn (faldet) | Participium præteritum: fallinn (faldet) | Participium præteritum: fallinn (faldet) |
|                                          | Singularis                               | Singularis                               | Singularis                               | Pluralis                                 | Pluralis                                 | Pluralis                                 |
|                                          | Maskulinum                               | Femininum                                | Neutrum                                  | Maskulinum                               | Femininum                                | Neutrum                                  |
| ---------------------------------------- | ---------------------------------------- | ---------------------------------------- | ---------------------------------------- | ---------------------------------------- | ---------------------------------------- | ---------------------------------------- |
| nominativ                                | fallinn                                  | fallin                                   | fallið                                   | fallnir                                  | fallnar                                  | fallin                                   |
| akkusativ                                | fallinn                                  | fallna                                   | fallið                                   | fallna                                   | fallnar                                  | fallin                                   |
| dativ                                    | föllnum                                  | fallinni                                 | föllnu                                   | föllnum                                  | föllnum                                  | föllnum                                  |
| genitiv                                  | fallins                                  | fallinnar                                | fallins                                  | fallinna                                 | fallinna                                 | fallinna                                 |

|                   | Infinitiv: halda (holde) | Infinitiv: halda (holde) | Infinitiv: halda (holde) | Infinitiv: halda (holde) | Infinitiv: halda (holde) | Infinitiv: halda (holde) | Infinitiv: halda (holde) | Infinitiv: halda (holde) |
| Indikativ præsens | Indikativ præsens        | Konjunktiv præsens       | Konjunktiv præsens       | Indikativ præteritum     | Indikativ præteritum     | Konjuntiv præteritum     | Konjuntiv præteritum     |                          |
| Singularis        | Pluralis                 | Singularis               | Pluralis                 | Singularis               | Pluralis                 | Singularis               | Pluralis                 |                          |
| ----------------- | ------------------------ | ------------------------ | ------------------------ | ------------------------ | ------------------------ | ------------------------ | ------------------------ | ------------------------ |
| 1. person         | held                     | höldum                   | haldi                    | höldum                   | hélt                     | héldum                   | héldi                    | héldum                   |
| 2. person         | heldur                   | haldið                   | haldir                   | haldið                   | hélst                    | hélduð                   | héldir                   | hélduð                   |
| 3. person         | heldur                   | halda                    | haldi                    | haldi                    | hélt                     | héldu                    | héldi                    | héldu                    |

Imperativ: Hald (haltu), haldið.
Participium præsens: Haldandi.
Participium præteritum: Haldinn
| Participium præteritum: haldinn (hovedsageligt lider af) | Participium præteritum: haldinn (hovedsageligt lider af) | Participium præteritum: haldinn (hovedsageligt lider af) | Participium præteritum: haldinn (hovedsageligt lider af) | Participium præteritum: haldinn (hovedsageligt lider af) | Participium præteritum: haldinn (hovedsageligt lider af) | Participium præteritum: haldinn (hovedsageligt lider af) |
|                                                          | Singularis                                               | Singularis                                               | Singularis                                               | Pluralis                                                 | Pluralis                                                 | Pluralis                                                 |
|                                                          | Maskulinum                                               | Femininum                                                | Neutrum                                                  | Maskulinum                                               | Femininum                                                | Neutrum                                                  |
| -------------------------------------------------------- | -------------------------------------------------------- | -------------------------------------------------------- | -------------------------------------------------------- | -------------------------------------------------------- | -------------------------------------------------------- | -------------------------------------------------------- |
| nominativ                                                | haldinn                                                  | haldin                                                   | haldið                                                   | haldnir                                                  | haldnar                                                  | haldin                                                   |
| akkusativ                                                | haldinn                                                  | haldna                                                   | haldið                                                   | haldna                                                   | haldnar                                                  | haldin                                                   |
| dativ                                                    | höldnum                                                  | haldinni                                                 | höldnu                                                   | höldnum                                                  | höldnum                                                  | höldnum                                                  |
| genitiv                                                  | haldins                                                  | haldinnar                                                | haldins                                                  | haldinna                                                 | haldinna                                                 | haldinna                                                 |

|                   | Infinitiv: hanga (hænge) | Infinitiv: hanga (hænge) | Infinitiv: hanga (hænge) | Infinitiv: hanga (hænge) | Infinitiv: hanga (hænge) | Infinitiv: hanga (hænge) | Infinitiv: hanga (hænge) | Infinitiv: hanga (hænge) |
| Indikativ præsens | Indikativ præsens        | Konjunktiv præsens       | Konjunktiv præsens       | Indikativ præteritum     | Indikativ præteritum     | Konjuntiv præteritum     | Konjuntiv præteritum     |                          |
| Singularis        | Pluralis                 | Singularis               | Pluralis                 | Singularis               | Pluralis                 | Singularis               | Pluralis                 |                          |
| ----------------- | ------------------------ | ------------------------ | ------------------------ | ------------------------ | ------------------------ | ------------------------ | ------------------------ | ------------------------ |
| 1. person         | hangi                    | höngum                   | hangi                    | höngum                   | hékk                     | héngum                   | héngi                    | héngum                   |
| 2. person         | hangir                   | hangið                   | hangir                   | hangið                   | hékkst                   | hénguð                   | héngir                   | hénguð                   |
| 3. person         | hangir                   | hanga                    | hangi                    | hangi                    | hékk                     | héngu                    | héngi                    | héngu                    |

Imperativ: Hang (hangtu), hangið.
Participium præsens: Hangandi.
Participium præteritum: Hanginn
| Participium præteritum: hanginn (ophængt) | Participium præteritum: hanginn (ophængt) | Participium præteritum: hanginn (ophængt) | Participium præteritum: hanginn (ophængt) | Participium præteritum: hanginn (ophængt) | Participium præteritum: hanginn (ophængt) | Participium præteritum: hanginn (ophængt) |
|                                           | Singularis                                | Singularis                                | Singularis                                | Pluralis                                  | Pluralis                                  | Pluralis                                  |
|                                           | Maskulinum                                | Femininum                                 | Neutrum                                   | Maskulinum                                | Femininum                                 | Neutrum                                   |
| ----------------------------------------- | ----------------------------------------- | ----------------------------------------- | ----------------------------------------- | ----------------------------------------- | ----------------------------------------- | ----------------------------------------- |
| nominativ                                 | hanginn                                   | hangin                                    | hangið                                    | hangnir                                   | hangnar                                   | haldin                                    |
| akkusativ                                 | hanginn                                   | hangna                                    | hangið                                    | hangna                                    | hangnar                                   | haldin                                    |
| dativ                                     | höngnum                                   | hanginni                                  | höngnu                                    | höngnum                                   | höngnum                                   | höngnum                                   |
| genitiv                                   | hangins                                   | hanginnar                                 | hangins                                   | hanginna                                  | hanginna                                  | hanginna                                  |

Bemærk den svage bøjning i entallets indikativ for hanga. Ellers kan det siges om disse verber, at bøjningsforskellen ikke er stor, kun lige netop stor nok til at må gøre opmærksom på den.
4. Gráta (græde)
|                   | Infinitiv: gráta (græde) | Infinitiv: gráta (græde) | Infinitiv: gráta (græde) | Infinitiv: gráta (græde) | Infinitiv: gráta (græde) | Infinitiv: gráta (græde) | Infinitiv: gráta (græde) | Infinitiv: gráta (græde) |
| Indikativ præsens | Indikativ præsens        | Konjunktiv præsens       | Konjunktiv præsens       | Indikativ præteritum     | Indikativ præteritum     | Konjuntiv præteritum     | Konjuntiv præteritum     |                          |
| Singularis        | Pluralis                 | Singularis               | Pluralis                 | Singularis               | Pluralis                 | Singularis               | Pluralis                 |                          |
| ----------------- | ------------------------ | ------------------------ | ------------------------ | ------------------------ | ------------------------ | ------------------------ | ------------------------ | ------------------------ |
| 1. person         | græt                     | grátum                   | gráti                    | grátum                   | grét                     | grétum                   | gréti                    | grétum                   |
| 2. person         | grætur                   | grátið                   | grátir                   | grátið                   | grést                    | grétuð                   | grétir                   | grétuð                   |
| 3. person         | grætur                   | gráta                    | gráti                    | gráti                    | grét                     | grétu                    | gréti                    | grétu                    |

Imperativ: Grát (gráttu), grátið.
Participium præsens: Grátandi.
Participium præteritum: Grátinn
| Participium præteritum: grátinn (grædt) | Participium præteritum: grátinn (grædt) | Participium præteritum: grátinn (grædt) | Participium præteritum: grátinn (grædt) | Participium præteritum: grátinn (grædt) | Participium præteritum: grátinn (grædt) | Participium præteritum: grátinn (grædt) |
|                                         | Singularis                              | Singularis                              | Singularis                              | Pluralis                                | Pluralis                                | Pluralis                                |
|                                         | Maskulinum                              | Femininum                               | Neutrum                                 | Maskulinum                              | Femininum                               | Neutrum                                 |
| --------------------------------------- | --------------------------------------- | --------------------------------------- | --------------------------------------- | --------------------------------------- | --------------------------------------- | --------------------------------------- |
| nominativ                               | grátinn                                 | grátin                                  | grátið                                  | grátnir                                 | grátnar                                 | grátin                                  |
| akkusativ                               | grátinn                                 | grátna                                  | grátið                                  | grátna                                  | grátnar                                 | grátin                                  |
| dativ                                   | grátnum                                 | grátinni                                | grátnu                                  | grátnum                                 | grátnum                                 | grátnum                                 |
| genitiv                                 | grátins                                 | grátinnar                               | grátins                                 | grátinna                                | grátinna                                | grátinna                                |

## Ri-verber
Fire i det hele, róa (ro), gróa (gro), núa (gnide) og snúa (vende).
Róa kan også tjene som mønster for gróa.
|                   | Infinitiv: róa (ro) | Infinitiv: róa (ro) | Infinitiv: róa (ro) | Infinitiv: róa (ro)  | Infinitiv: róa (ro)  | Infinitiv: róa (ro)  | Infinitiv: róa (ro)  | Infinitiv: róa (ro) |
| Indikativ præsens | Indikativ præsens   | Konjunktiv præsens  | Konjunktiv præsens  | Indikativ præteritum | Indikativ præteritum | Konjuntiv præteritum | Konjuntiv præteritum |                     |
| Singularis        | Pluralis            | Singularis          | Pluralis            | Singularis           | Pluralis             | Singularis           | Pluralis             |                     |
| ----------------- | ------------------- | ------------------- | ------------------- | -------------------- | -------------------- | -------------------- | -------------------- | ------------------- |
| 1. person         | ræ                  | róum                | rói                 | róum                 | reri                 | rerum                | reri                 | rerum               |
| 2. person         | rærð                | róið                | róir                | róið                 | rerir                | reruð                | rerir                | reruð               |
| 3. person         | rær                 | róa                 | rói                 | rói                  | reri                 | reru                 | reri                 | reru                |

Imperativ: Ró (róðu), róið.
Participium præsens: Róandi.
Participium præteritum: Róinn.
| Participium præteritum: róinn (roet) | Participium præteritum: róinn (roet) | Participium præteritum: róinn (roet) | Participium præteritum: róinn (roet) | Participium præteritum: róinn (roet) | Participium præteritum: róinn (roet) | Participium præteritum: róinn (roet) |
|                                      | Singularis                           | Singularis                           | Singularis                           | Pluralis                             | Pluralis                             | Pluralis                             |
|                                      | Maskulinum                           | Femininum                            | Neutrum                              | Maskulinum                           | Femininum                            | Neutrum                              |
| ------------------------------------ | ------------------------------------ | ------------------------------------ | ------------------------------------ | ------------------------------------ | ------------------------------------ | ------------------------------------ |
| nominativ                            | róinn                                | róin                                 | róið                                 | rónir                                | rónar                                | róin                                 |
| akkusativ                            | róinn                                | róna                                 | róið                                 | róna                                 | rónar                                | róin                                 |
| dativ                                | rónum                                | róinni                               | rónu                                 | rónum                                | rónum                                | rónum                                |
| genitiv                              | róins                                | róinnar                              | róins                                | róinna                               | róinna                               | róinna                               |

Som mønster for núa og snúa anføres:
|                   | Infinitiv: snúa (sno, vende) | Infinitiv: snúa (sno, vende) | Infinitiv: snúa (sno, vende) | Infinitiv: snúa (sno, vende) | Infinitiv: snúa (sno, vende) | Infinitiv: snúa (sno, vende) | Infinitiv: snúa (sno, vende) | Infinitiv: snúa (sno, vende) |
| Indikativ præsens | Indikativ præsens            | Konjunktiv præsens           | Konjunktiv præsens           | Indikativ præteritum         | Indikativ præteritum         | Konjuntiv præteritum         | Konjuntiv præteritum         |                              |
| Singularis        | Pluralis                     | Singularis                   | Pluralis                     | Singularis                   | Pluralis                     | Singularis                   | Pluralis                     |                              |
| ----------------- | ---------------------------- | ---------------------------- | ---------------------------- | ---------------------------- | ---------------------------- | ---------------------------- | ---------------------------- | ---------------------------- |
| 1. person         | sný                          | snúum                        | snúi                         | snúum                        | sneri                        | snerum                       | sneri                        | snerum                       |
| 2. person         | snýrð                        | snúið                        | snúir                        | snúið                        | snerir                       | sneruð                       | snerir                       | sneruð                       |
| 3. person         | snýr                         | snúa                         | snúi                         | snúi                         | sneri                        | sneru                        | sneri                        | sneru                        |

Imperativ: Snú (snúðu), snúið.
Participium præsens: Snúandi.
Participium præteritum: Snúinn.
| Participium præteritum: snúinn (snoet, vendt) | Participium præteritum: snúinn (snoet, vendt) | Participium præteritum: snúinn (snoet, vendt) | Participium præteritum: snúinn (snoet, vendt) | Participium præteritum: snúinn (snoet, vendt) | Participium præteritum: snúinn (snoet, vendt) | Participium præteritum: snúinn (snoet, vendt) |
|                                               | Singularis                                    | Singularis                                    | Singularis                                    | Pluralis                                      | Pluralis                                      | Pluralis                                      |
|                                               | Maskulinum                                    | Femininum                                     | Neutrum                                       | Maskulinum                                    | Femininum                                     | Neutrum                                       |
| --------------------------------------------- | --------------------------------------------- | --------------------------------------------- | --------------------------------------------- | --------------------------------------------- | --------------------------------------------- | --------------------------------------------- |
| nominativ                                     | snúinn                                        | snúin                                         | snúið                                         | snúnir                                        | snúnar                                        | snúin                                         |
| akkusativ                                     | snúinn                                        | snúna                                         | snúið                                         | snúna                                         | snúnar                                        | snúin                                         |
| dativ                                         | snúnum                                        | snúinni                                       | snúnu                                         | snúnum                                        | snúnum                                        | snúnum                                        |
| genitiv                                       | snúins                                        | snúinnar                                      | snúins                                        | snúinna                                       | snúinna                                       | snúinna                                       |

I stedet for formerne med -er- kan man ligesågodt skrive -ér- og undertiden støder man på -ör-.
Núa er etymologisk det samme verbum som dansk gnide, og det på islandsk bortfaldne g ses ofte i ældre tekster eller poesi, da i formen gnúa.

## Modalverber
På islandsk, núþálegar sagnir ("nudatidige verber"). Verber, der er forskellige på en eller anden måde, men i det hele taget opfører sig i præsens som om det var præteritum. Visse af dem bruges udstrakt som hjælpeverber. (Dansk har den samme klasse: Jeg ved – jeg vidste og islandsk ég veit – ég vissi.) Listen er som følger: eiga (eje), mega (være tilladt), vita (vide), kunna (kunne), muna (huske), þurfa (behøve), vilja (ville), munu, skulu (ville, skulle), unna (elske, have kær).
Der behøves et antal paradigmata, da disse verber opfører sig mere eller mindre selvstændigt.
En forenklende omstændighed er at intet af disse verber besidder en particip præteritum på nær den neutrale nominativ, hvor den bruges i hjælpekonstruktioner, som f.eks. sammensatte tider.
|                   | Infinitiv: vilja (ville) | Infinitiv: vilja (ville) | Infinitiv: vilja (ville) | Infinitiv: vilja (ville) | Infinitiv: vilja (ville) | Infinitiv: vilja (ville) | Infinitiv: vilja (ville) | Infinitiv: vilja (ville) |
| Indikativ præsens | Indikativ præsens        | Konjunktiv præsens       | Konjunktiv præsens       | Indikativ præteritum     | Indikativ præteritum     | Konjuntiv præteritum     | Konjuntiv præteritum     |                          |
| Singularis        | Pluralis                 | Singularis               | Pluralis                 | Singularis               | Pluralis                 | Singularis               | Pluralis                 |                          |
| ----------------- | ------------------------ | ------------------------ | ------------------------ | ------------------------ | ------------------------ | ------------------------ | ------------------------ | ------------------------ |
| 1. person         | vil                      | viljum                   | vilji                    | viljum                   | vildi                    | vildum                   | vildi                    | vildum                   |
| 2. person         | vilt                     | viljið                   | viljir                   | viljið                   | vildir                   | vilduð                   | vildir                   | vilduð                   |
| 3. person         | vill                     | vilja                    | vilji                    | vilji                    | vildi                    | vildu                    | vildi                    | vildu                    |

Imperativen bruges ikke.
Participium præsens er viljandi.
Participium præteritum bruges kun i sammensatte tider, da i neutrum: Ég hef viljað (jeg har villet).

## Valda
Dette er det eneste verbum, som har været klassificeret som helt uregelmæssigt på islandsk. (Det er, fordi præsens er valda, præteritum olli, men den forskel forklares let af fonetiske love.) Det anføres her af historiske grunde, og bøjningen følger her.
|                   | Infinitiv: valda (forårsage) | Infinitiv: valda (forårsage) | Infinitiv: valda (forårsage) | Infinitiv: valda (forårsage) | Infinitiv: valda (forårsage) | Infinitiv: valda (forårsage) | Infinitiv: valda (forårsage) | Infinitiv: valda (forårsage) |
| Indikativ præsens | Indikativ præsens            | Konjunktiv præsens           | Konjunktiv præsens           | Indikativ præteritum         | Indikativ præteritum         | Konjuntiv præteritum         | Konjuntiv præteritum         |                              |
| Singularis        | Pluralis                     | Singularis                   | Pluralis                     | Singularis                   | Pluralis                     | Singularis                   | Pluralis                     |                              |
| ----------------- | ---------------------------- | ---------------------------- | ---------------------------- | ---------------------------- | ---------------------------- | ---------------------------- | ---------------------------- | ---------------------------- |
| 1. person         | veld                         | völdum                       | valdi                        | völdum                       | olli                         | ollum                        | ylli                         | yllum                        |
| 2. person         | veldur                       | valdið                       | valdir                       | valdið                       | ollir                        | olluð                        | yllir                        | ylluð                        |
| 3. person         | veldur                       | valda                        | valdi                        | valdi                        | olli                         | ollu                         | ylli                         | yllu                         |

Imperativen bruges sjældent, hovedsageligt til stiliske formål, men i så fald er den vald, valdið. Den ellers overvejende sammentrukne form findes ikke i dette tilfælde.
Participium præsens er valdandi og som med visse andre verber bruges participium præteritum kun for at danne sammensatte tempora, ég hef valdið, jeg har forårsaget.